# Ликудис, Стилианос
Стилианос Ликудис  (греч. Στυλιανός Λυκούδης; 23 марта 1878, Афины — 1958) — греческий вице-адмирал и член Афинской академии наук. Связал своё имя с развитием сети маяков греческого побережья и островов, «человек который сделал Эгейское море похожим на гигантскую люстру».

## Молодость
Стилианос Ликудис родился в городе Эрмуполис на острове Сирос, в семье юриста и писателя Эммануила Ликудиса и Димитры Блаци. По отцовской линии происходил из старинного византийского рода, члены которого жили в Венеции, на Закинфе, Керкире, и Кефаллонии. Его сестра вышла замуж за офицера и политика Афанасия Миаулиса, правнука флотоводца Андреаса Миаулиса Его дядя, генерал-майор Петрос Ликудис, был изобретателем артиллерийской системы, получившей его имя.
С. Ликудис в возрасте 13 лет поступил в Школу мичманов в 1891 году, которую окончил в 1895 году в звании энсина. На тот момент он был самым молодым офицером греческого флота. Молодым офицером служил на броненосцах Спеце и Псара, на канонерке Алфиос и вспомогательном судне Канарис. В этот период он начал изучать греческие моря и побережье и, по собственной инициативе, написал работу о сети маяков на греческом побережье. Однако эти его первые предложения не встретили признания В 1904 году он был назначен преподавателем в Школу мичманов, в 1908—1910 годах он преподавал на борту учебных кораблей Ахелоос и Пиниос. В 1910 году он был назначен капитаном эсминца Логхи.

## В службе маяков
В феврале 1910 года, после серии кораблекрушений в греческих водах, был принят законопроект с целью реорганизации службы маяков. На работы (рапорты) Ликудиса обратил внимание премьер-министр Э. Венизелос. В 1911 году Ликудис был отозван с действующего флота и направлен в службу маяков, став де-факто её руководителем, что официально было оформлено в 1915 году.
В 1920 году он получил звание капитана и оставался на посту начальника службы маяков до 5 апреля 1939 года, когда ушёл в отставку в звании контр-адмирала.
На тот момент он был самым старым офицером греческого флота, с непрерывным стажем более 53 лет.
Однако сразу после его отставки, королевским указом он был отозван в службу маяков и департамент истории флота, но уже советником.
В октябре 1940 года итальянская армия вторглась в Грецию из Албании. Греческая армия отразила нападение и перенесла военные действия на албанскую территорию. Это вынудило Гитлеровскую Германию прийти на спасение своих союзников. Немцы вторглись в Грецию из союзной им Болгарии в апреле 1941 года. Немецкие дивизии вышли в тыл греческой армии сражавшейся в Албании. Дорога на Афины была открытой для немцев и корабли греческого флота получили приказ перейти в Египет для продолжения войны. 63-летний адмирал Ликудис был отправлен в отставку, которая на этот раз была окончательной

## Вклад адмирала и академика Ликудиса
С. Ликудис возглавлял службу маяков 25 лет. В этот период было построено 191 маяков, на 140 % процентов больше чем за предыдущие 85 лет существования службы маяков. Кроме того ещё 35 существующих маяков были включены в список маяков ведомства Ликудиса, в результате войн 1912—1922 годов и территориальной экспансии греческого государства Ликудис также предпринял много усилий для модернизации существующих систем, подсоединив электричество для многих станций маяков, будучи новатором использование «огня Далена» ещё с 1912 года, а также первой автоматической установки в 1915 году.
Он прослужил на флоте в общей сложности 53 года, 8 месяцев и 5 дней, что делало его самым большим офицером долгожителем, когда либо служившим в королевском греческом флоте
В годы своей военной карьеры, он занял пост директора Комитета маяков при морском министерстве, с которым связал своё имя.
Параллельно со своей работой начальника Службы маяков, он продолжал преподавать в морской академии, опубликовал ряд исторических работ, включая изданную в 1917 году Историю маяков греческого побережья с древности по сегодняшний день(«Ιστορικόν των φάρων των ελληνικών ακτών από της αρχαιότητος μέχρι σήμερον»), и писал статьи для греческих энциклопедий и словарей.
Его предложение по созданию системы маяков в регионе Дарданеллы-Мраморное море-Босфор было принято без изменений «Международной комиссией по проливам» Лиги наций Здесь следует отметить, что в период 1919—1922 годов и после Севрского мира, воды этого региона в значительной степени были в юрисдикции службы маяков греческого флота и после 1922 года, вплоть до 1936 года, были под контролем Международной комиссии.
В результате его научной деятельности, в 1929 году он был избран сверхштатным членом Афинской академии, став единогласно её полноправным членом в 1939 году He died in 1958. После смерти адмирала Ликудиса, его место в Академии занял через несколько лет вице-адмирал Димитриос Фокас.
Адмирал Ликудис написал несколько исторических работ, а также лингвистические работы и работы по морской терминологии. Одновременно он сотрудничал с греческими энциклопедиями, словарями и газетами

## Память
Греческий флот почтил память адмирала Ликудиса, включив в свой состав в 1952 году судно снабжения маяков «Ликудис» (бывший корвет «Ханья», в свою очередь бывший HMS NASTURTIUM WASTURTIVA). Первый «Ликудис» был выведен из состава флота в 1973 году. Взамен этого судна, на греческой верфи было построено и передано греческому флоту в 1976 судно снабжения маяков «Стилианос Ликудис» («Στυλιανός Εμ. Λυκούδης») (A-481).
В 2017 году один из каналов греческого телевидения посвятил адмиралу Ликудису свой двенадцатый и последний документальный фильм из серии «Те что посмели».
Адмирал Ликудис умер в Афинах. Он был женат на Ангелики Лунги, с которой имел одну единственную дочь, Беллу.